# Мейнардвил
Мейнардвил (на английски: Maynardville) е град в източната част на Съединените американски щати, административен център на окръг Юниън в щата Тенеси. Населението му е около 2 400 души (2010).
Разположен е на 368 метра надморска височина в областта Ридж енд Вали, на 6 километра югоизточно от река Клинч и на 32 километра северно от Ноксвил. Селището е създадено през 1850 година и малко по-късно получава името на политика Хорас Мейнард, който съдейства за запазването на самостоятелността на окръг Юниън.

## Известни личности
Родени в Мейнардвил
- Рой Акъф (1903 – 1992), певец